# Tollent
Tollent település Franciaországban, Pas-de-Calais megyében. Lakosainak száma 86 fő (2022. január 1.). Tollent Caumont, Gennes-Ivergny, Labroye, Le Boisle és Boufflers községekkel határos.

## Népesség
A település népessége az elmúlt években az alábbi módon változott:
| Lakosok száma | 93   | 90   | 95   | 91   | 92   | 92   | 92   | 92   | 86   |
|               | 2013 | 2015 | 2016 | 2017 | 2018 | 2019 | 2020 | 2021 | 2022 |